# 小鱗黑魢
小鱗黑魢（學名：Girella leonina），又稱小鱗瓜子鱲，俗名黑毛，為輻鰭魚綱日鱸目魢科魢屬的其中一個種，傳統上歸類於鱸形目鿳科魢亚科。

## 分布
本魚分布於西太平洋區，包括日本、韓國、台灣、中國沿海等海域。

## 深度
水深1至30公尺。

## 特徵
本魚體呈橢圓形，體色為暗褐色，頭小吻鈍，尾鰭末端呈新月形彎入。在鰓蓋骨後緣及胸鰭基部處各呈黑褐色，此外身體無其他斑紋。背鰭硬棘14至15枚、軟條13至16枚；臀鰭硬棘3枚、軟條12至13枚。側線鱗片數62至66枚。體長可達46公分。

## 生態
本魚棲息在岩礁區，屬雜食性，冬天主要以藻類為食，夏天則以小型無脊椎動物為食，11至12月為其產卵期。此時為本魚最肥美的時候。

## 經濟利用
為美味的食用魚，具高經濟價值，肉質細嫩，中型魚可做生魚片，而小魚則以清蒸最佳。